# Życie raz jeszcze
Życie raz jeszcze – polski dramat psychologiczny z 1964 roku w reżyserii Janusza Morgensterna, zrealizowany na podstawie powieści Romana Bratnego. Film, tuż po premierze kinowej (12 marca 1965), trafił na półkę na ponad 20 lat.
Plenery: Warszawa, Piotrków Trybunalski (ul. Strończyńskiego, ul. Sieradzka, ul. Rycerska).

## Fabuła
Pierwsze lata po wojnie. W okolicach Lublina oddział NSZ dokonuje ataku na pociąg. Ciężko ranny zostaje sekretarz Komitetu Powiatowego PPR, Jakuszyn. Po wyjściu ze szpitala na prośbę Anny Jankowskiej – młodej działaczki ZWM – interweniuje w sprawie Piotra Grajewskiego, lotnika RAF, oskarżonego o współpracę z NSZ. Piotr krótko cieszy się wolnością, bowiem zostaje znowu aresztowany. Ta sprawa rzuca cień na Jakuszyna, który zostaje pozbawiony stanowiska za rzekomy brak czujności.

## Obsada
- Andrzej Łapicki – Piotr Grajewski
- Tadeusz Łomnicki – Jakuszyn
- Ewa Wiśniewska – Anna Jankowska
- Edmund Fetting – redaktor Rydz
- Elżbieta Wieczorkowska – sekretarka w dziekanacie
- Tadeusz Kalinowski – pułkownik
- Henryk Bąk – współwięzień Grajewskiego
- Franciszek Pieczka – współwięzień Grajewskiego
- Krzysztof Chamiec – dowódca oddziału NSZ atakującego ciężarówkę
- Kazimierz Opaliński – adwokat Grajewskiego
- Wojciech Siemion – członek Komitetu Powiatowego atakujący Jakuszyna
- Janusz Kłosiński – kolejarz Burek, członek Komitetu Powiatowego
- Jerzy Walczak – towarzysz, współpracownik Jakuszyna
- Jerzy Przybylski – major Łapszewicz, przyjaciel Grajewskiego z RAF-u
- Adam Pawlikowski – dowódca oddziału NSZ zatrzymującego pociąg
- Zdzisław Tobiasz – kolejarz w Warszawie
- Witold Dębicki – chłopak przed listą przyjętych na prawo

Źródło.